# Quando Você Some
'Quando Você Some' é o segundo single do CD e DVD Ao Vivo em Floripa da dupla sertaneja brasileira Victor & Leo. É o primeiro single da dupla que contém alguma participação, essa foi de Zezé Di Camargo & Luciano. A música estreou nas rádios em Setembro de 2012.

## Desempenho nas paradas
A canção entrou no Hot 100 Brasil duas semanas após seu lançamento, estreando na sexta posição, a música foi muito bem executada nas rádios de todo o Brasil. A dupla Victor e Leo já é considerada um fenômeno nas rádios de todo o país.

### Paradas
| Paradas musicais (2012)             | Melhores posições |
| ----------------------------------- | ----------------- |
| Brasil - Crowley Broadcast Analysis | 3                 |
| Brasil — Billboard Hot 100 Airplay  | 2                 |